# Matthew Antoine
Matthew Antoine (ur. 2 kwietnia 1985 w Prairie du Chien) – amerykański skeletonista, brązowy medalista olimpijski i mistrz świata.

## Kariera
Pierwszy sukces w karierze osiągnął w 2012 roku, kiedy wspólnie z kolegami i koleżankami z reprezentacji zdobył złoty medal w zawodach drużynowych na mistrzostwach świata w Lake Placid. Na tej samej imprezie był też piąty w skeletonie. Dwa lata później wystąpił na igrzyskach olimpijskich w Soczi, zdobywając brązowy medal w rywalizacji mężczyzn. W zawodach tych wyprzedzili go jedynie Rosjanin Aleksandr Trietjakow i Łotysz Martins Dukurs. W zawodach Pucharu Świata zadebiutował 3 lutego 2008 roku w Königssee, zajmując trzecie miejsce. W klasyfikacji generalnej sezonu 2013/2014 zajął trzecie miejsce.